# Breslaus voetbalkampioenschap 1919/20
In 1919/20 werd het dertiende Breslaus voetbalkampioenschap gespeeld, dat georganiseerd werd door de Zuidoost-Duitse voetbalbond. Het was het eerste seizoen na de Eerste Wereldoorlog. Vereinigte Breslauer Sportfreunde werd kampioen en plaatste zich voor de Zuidoost-Duitse eindronde. De club versloeg Beuthener SuSV 09, Askania Forst en Viktoria Forst.
Hierdoor plaatste de club zich voor de eindronde om de Duitse landstitel en versloeg daar Union Oberschöneweide, maar werd dan door SpVgg Fürth verslagen.
- Vereinigte Breslauer Sportfreunde was een fusie tussen Verein Breslauer Sportfreunde en SC Preußen Breslau.
- Breslauer SpVgg 05 Komet was een fusie van Breslauer SpVgg 05 en SV Komet Breslau.

## A-Klasse
| Plaats | Club                              | Wed. | W  | G | V | Saldo | Ptn   |
| ------ | --------------------------------- | ---- | -- | - | - | ----- | ----- |
| 1.     | Vereinigte Breslauer Sportfreunde | 15   | 11 | 2 | 2 | 39:13 | 24:6  |
| 2.     | SC Schlesien Breslau              | 14   | 9  | 2 | 3 | 27:13 | 20:8  |
| 3.     | Breslauer FV 06                   | 14   | 7  | 1 | 6 | 33:33 | 15:13 |
| 4.     | VfB 1898 Breslau                  | 15   | 6  | 2 | 7 | 29:31 | 14:16 |
| 5.     | SC Hertha Breslau                 | 15   | 6  | 2 | 7 | 26:29 | 14:16 |
| 6.     | VfR 1897 Breslau                  | 14   | 5  | 3 | 6 | 26:27 | 13:15 |
| 7.     | Breslauer SC 08                   | 15   | 5  | 2 | 8 | 24:32 | 12:18 |
| 8.     | Breslauer SpVgg Komet 05          | 14   | 3  | 3 | 8 | 22:33 | 9:21  |
| 9.     | SC Alemannia 09 Breslau           | 14   | 3  | 3 | 8 | 18:33 | 9:21  |

|  | Kampioen |